# Gageego
 (février 2025).
Gageego (écrit « Gageego ! » dans un contexte marketing) est un ensemble de musique de chambre originaire de Göteborg fondé en 1995.
L'ensemble est composé à la fois de musiciens indépendants et d'employés de l'Orchestre symphonique de Göteborg et de l'Opéra de Göteborg. Leur répertoire contient entre autres des œuvres de Fredrik Österling (sv), Fredrik Ed (sv), Henrik Frendin, Christer Lindwall et Dror Feiler (en). Ils réalisent des œuvres de musique contemporaine, comme par exemple les œuvres de Madeleine Isaksson.